# Annelies Törös
Annelies Törös, née le 6 mars 1995 à Berchem, est élue Miss Anvers 2015, puis Miss Belgique 2015. Elle est la 82e Miss Belgique.
Elle a la double nationalité hongroise et belge. Elle est actuellement sous contrat avec l'agence de mannequins bruxelloise Models Office.

## Biographie

### Enfance et formation
Annelies Törös naît le 6 mars 1995 à Berchem, dans la province d'Anvers. Son père est hongrois et sa mère est belge. Passionnée de danse, de quatre à seize ans, elle suit des cours de ballet mais les arrête à cause de sa scolarité. Elle suit des cours de communication à l'Artesis Plantijn Hogeschool à Anvers.
À l'âge de quinze ans, elle commence une carrière de mannequin après avoir été découverte dans les rues de la ville d'Anvers. Elle travaille comme mannequin en Belgique, en France, aux Pays-Bas, en Angleterre, au Portugal, en Tunisie, en Égypte et aux États-Unis. Elle pose pour plusieurs couvertures de magazine et tourne dans plusieurs publicités telles que Red Bull et Ice tea.

### Élection Miss Belgique 2015
Élue successivement Miss Anvers 2015, Annelies Törös est élue puis sacrée Miss Belgique 2015 le 10 janvier 2015 au Théâtre de Plopsaland de La Panne à 19 ans. Elle succède à Laurence Langen, Miss Belgique 2014. Le jury était composé de la présidente du comité Miss Belgique, Darline Devos, d'Annelien Coorevits, Miss Belgique 2007, de Virginie Claes, Miss Belgique 2006, du photographe Daniel Dedave, du mannequin Barbara Gandolfi et du chanteur Axel Hirsoux.
Ses dauphines : 
- 1re dauphine : Leylah Alliët, 1re dauphine de Miss Flandre occidentale, candidate à Miss Monde 2015.
- 2e dauphine : Charlotte Vanbiervliet, 2e dauphine de Miss Flandre occidentale.
- 3e dauphine : Michèle Roelens, Miss Flandre occidentale.
- 4e dauphine : Malissia Sirica, Miss Brabant wallon.
- 5e dauphine : Nina De Baecke, 1re dauphine de Miss Flandre orientale.

#### Parcours
- Miss Anvers 2015.
- Miss Belgique 2015 au théâtre de Plopsaland de La Panne.
- Top 15 au concours Miss Univers 2015, à Las Vegas, aux États-Unis.

### Année de Miss Belgique
Annelies Törös pose pour la couverture du magazine flamand P-Magazine et est invitée à l'émission De Ideale Wereld, présenté par Otto-Jan Ham et co-présenté Sven de Leijer et Jelle De Beule en février 2015,. Elle a aussi été le visage de la marque de montre suisse Pontiac. Le même mois, on la retrouve dans le clip musical Back Home du duo Alvar & Millas.
Une affiche de l'E3 Grand Prix avait suscité une certaine polémique où on voyait la main d'un cycliste sur le point de pincer les fesses d’une hôtesse de dos, une référence au geste du cycliste slovaque Peter Sagan au Tour des Flandres en 2013. Le 27 mars 2015, il a été révélé qu'Annelies Törös avait posé pour l'affiche. Plus tard, sous la pression de l'Union cycliste internationale, l'affiche a finalement été retiré,.
Le 8 octobre 2015, le livre Exquisite Venues of London  du photographe Henk van Cauwenbergh a été présenté à la presse dans lequel Annelies était le fil conducteur à travers le travail. Elle avait posé avec le chanteur britannique Elton John, le footballeur belge Eden Hazard et l'entraîneur de football français Arsène Wenger à des endroits exclusifs à Londres. Le shooting a duré deux jours sans la présence de Darline Devos, la présidente du comité Miss Belgique. Elle a également osée poser en lingerie devant le palais de Buckingham et s'est fait chasser par deux policiers londoniens.
Le 7 novembre 2015, elle réunit la somme de 33 000 euros avec sa première dauphine, Leylah Alliët pour l'achat d'une véranda pour l'hôtel de soins Villa Rozerood, une maison de repos pour les familles d'enfants gravement malades ou nécessitant des soins.
Elle représente la Belgique au concours Miss Univers 2015 le 20 décembre 2015 à Las Vegas et se classe parmi les quinze meilleures candidates. 
Elle a décidé qu'après son règne, elle allait se concentrer sur ses études de management en communication à l'Artesis Plantijn Hogeschool d'Anvers. Le 9 janvier 2016, elle transmet son titre de Miss Belgique à Lenty Frans, Miss Anvers, élue Miss Belgique 2016.